# Dharwad (Distrikt)
Der Distrikt Dharwad (Kannada ಧಾರವಾಡ ಜಿಲ್ಲೆ; früher Dharwar) ist ein Distrikt des indischen Bundesstaates Karnataka. Verwaltungssitz ist Hubballi-Dharwad.

## Geografie

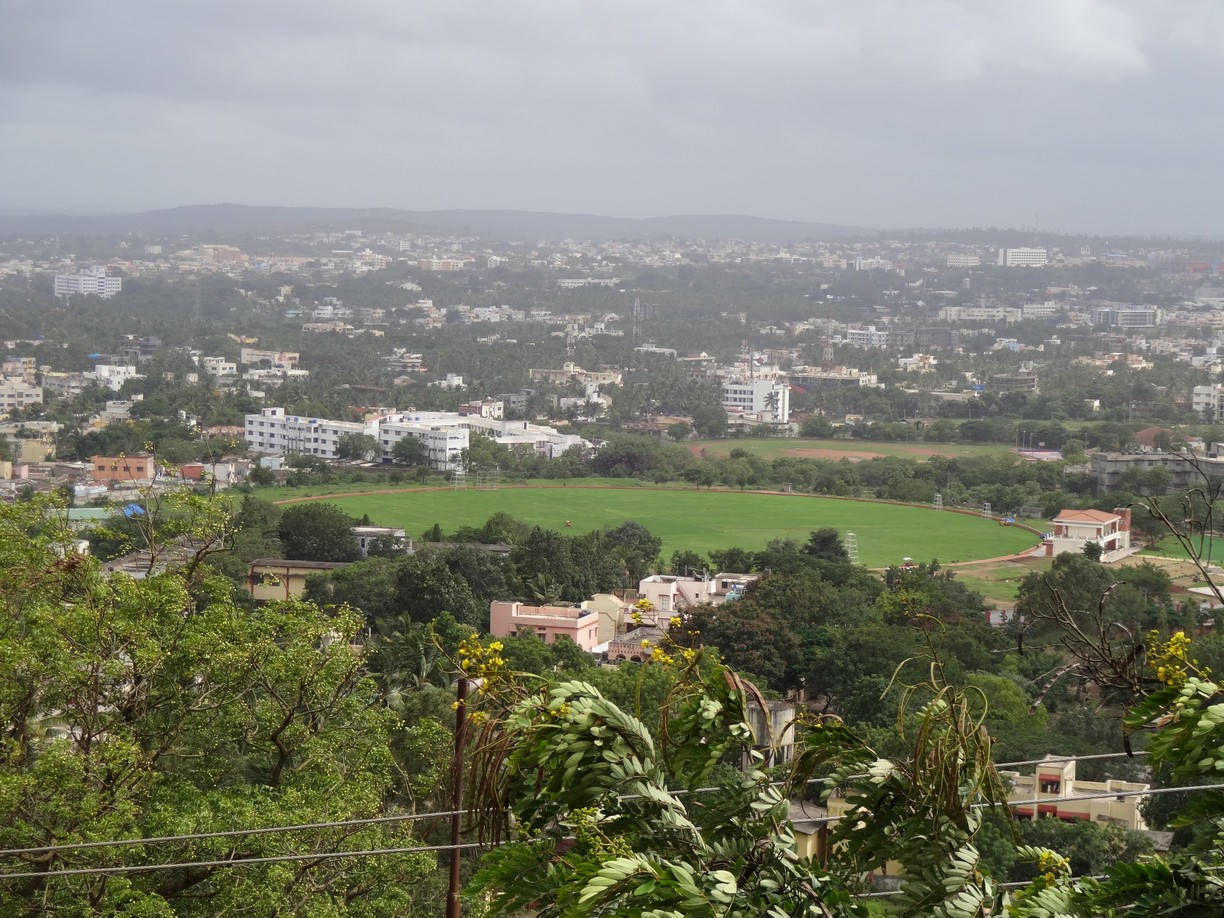
Panoramablick auf die Distrikthauptstadt Hubballi-Dharwad

Der Distrikt Dharwad liegt im nördlichen Karnataka. Nachbardistrikte sind Gadag im Osten, Haveri im Süden, Uttara Kannada im Westen und Belagavi im Norden.
Die Fläche des Distrikts beträgt 4.260 Quadratkilometer. Das Distriktgebiet gehört zum Hochland von Dekkan und hat eine Höhe von durchschnittlich 800 Metern über dem Meeresspiegel. Im Westen hat der Distrikt Dharwad Anteil an den Westghats, die das Dekkan-Plateau nach Westen hin begrenzen. Das Gebiet liegt an der Wasserscheide zwischen dem Arabischen Meer und dem Golf von Bengalen und ist arm an größeren Flüssen.
Der Distrikt Dharwad ist in die fünf Taluks Dharwad, Navalgund, Hubballi, Kalghatgi und Kundgol unterteilt.

## Geschichte
Im Dritten Marathenkrieg eroberten die Briten 1817 das Gebiet des heutigen Distrikts Dharwad. Die Briten gründeten 1830 den Distrikt Dharwad und gliederten das Gebiet in die Präsidentschaft Bombay ein. Anfangs umfasste der Distrikt ein weitaus größeres Gebiet als heute. Schon 1836 wurde der Distrikt Belgaum (Belagavi) abgespalten. Innerhalb des Distrikts Dharwad befanden sich der kleine Fürstenstaat Savanur sowie Exklaven der Fürstenstaaten Jamkhandi, Sangli und Miraj Junior und Senior. Nach der indischen Unabhängigkeit 1947 verblieb Dharwad zunächst beim Bundesstaat Bombay. Als 1956 die Grenzen der indischen Bundesstaaten durch den States Reorganisation Act nach den Sprachgrenzen neu gezogen wurden, kam Dharwad zu dem kannadasprachigen Bundesstaat Mysore, der 1973 in Karnataka umbenannt wurde. 1997 wurden die zwei Distrikte Gadag und Haveri vom Distrikt Dharwad abgespalten. Die Fläche Dharwads verkleinerte sich dadurch um mehr als zwei Drittel von 13.738 km² auf 4260 km².

## Bevölkerung
Bei der indischen Volkszählung 2011 hatte der Distrikt Dharwad 1.847.023 Einwohner. Zwischen 2001 und 2011 wuchs die Einwohnerzahl um 15,1 Prozent an und damit etwa gleich schnell wie im Mittel Karnatakas (15,7 Prozent). Der Distrikt Dharwad ist stark urbanisiert: 56,8 Prozent der Bevölkerung lebten im Jahr 2011 in Städten, der größte Teil davon in der Doppelstadt Hubballi-Dharwad, mit über rund 944.000 Einwohnern die zweitgrößte Stadt Karnatakas. Die Bevölkerungsdichte lag mit 434 Einwohnern pro Quadratkilometer deutlich über dem Durchschnitt des Bundesstaates (319 Einwohner pro Quadratkilometer). Die Alphabetisierungsquote war mit 80,0 Prozent höher als der Mittelwert des Karnatakas (76,1 Prozent).
Unter den Einwohnern des Distrikts Dharwad stellten nach der Volkszählung 2011 Hindus mit 75,3 Prozent die Mehrheit. Daneben gab es einen großen muslimische Bevölkerungsanteil von 10,9 Prozent. Christen (1,6 Prozent) und Jainas (1,6 Prozent) stellen kleinere Minderheiten. Neben dem Kannada, der Hauptsprache Karnatakas, ist unter der muslimischen Bevölkerung des Distrikts Dharwad, wie in den meisten Teilen Karnatakas, das Urdu verbreitet. Im Taluk Hubballi-Dharwad des Distrikts Dharwad besitzt das Urdu aufgrund des hohen Bevölkerungsanteils seiner Sprecher den Status einer beigeordneten Amtssprache.

## Städte
| Stadt            | Einwohner (2001) |
| ---------------- | ---------------- |
| Alnavar          | 16.286           |
| Annigeri         | 25.709           |
| Hubballi-Dharwad | 786.018          |
| Kalghatgi        | 14.676           |
| Kundgol          | 16.837           |
| Navalgund        | 22.200           |